# Коханув (Томашовський повіт)
Коханув (пол. Kochanów) — село в Польщі, у гміні Любохня Томашовського повіту Лодзинського воєводства.
Населення — 105 осіб (2011).
У 1975-1998 роках село належало до Пйотрковського воєводства.

## Демографія
Демографічна структура станом на 31 березня 2011 року:
|          | Загалом | Допрацездатний вік | Працездатний вік | Постпрацездатний вік |
| -------- | ------- | ------------------ | ---------------- | -------------------- |
| Чоловіки | 55      | 13                 | 37               | 5                    |
| Жінки    | 50      | 11                 | 29               | 10                   |
| Разом    | 105     | 24                 | 66               | 15                   |